# Fimbristylis mycosa
Fimbristylis mycosa är en halvgräsart som beskrevs av Ethirajalu Govindarajalu. Fimbristylis mycosa ingår i släktet Fimbristylis och familjen halvgräs. Inga underarter finns listade i Catalogue of Life.